# Neea ignicola
Neea ignicola är en underblomsväxtart som beskrevs av Julian Alfred Steyermark. Neea ignicola ingår i släktet Neea och familjen underblomsväxter. Inga underarter finns listade i Catalogue of Life.